# Dincolo de calea ferată
Dincolo de calea ferată (titlu de lucru Rumeno) este un film românesc din 2016 regizat de Cătălin Mitulescu. Rolurile principale au fost interpretate de actorii Alexandru Potocean și Ada Condeescu.

## Distribuție
- Alexandru Potocean ca Radu[2]
- Ada Condeescu ca Monica
- Giada Laudicina
- Denis Ciucă ca Luca
- Radu Romaniuc
- Oana Tudor
- Luminița Erga
- Puiu Lăscuș
- Claudiu Trandafir
- Lucian Ciurariu
- Andrei Ciopec ca Nașul
- Mariana Dănescu
- Ioana Valeria Stoian
- Dragoș Moștenescu
- Roxana Condurache
- Marian Pârvu
- Daniel Tomescu ca Nuntaș 1
- Cosmin Pădureanu ca Nuntaș 2
- Dorin Zaharia ca Nuntaș 3

## Producție
A câștigat, cu titlul "Rumeno", concursul de proiecte cinematografice organizat de Centrul Național al Cinematografiei în iunie–iulie 2010. 
Filmările au avut loc în vara anului 2014 în România și Italia. Cheltuielile de producție s-au ridicat la 1.160.000 euro.